# Diocese de Pádua
A Diocese de Pádua (em italiano: Diocesi di Padova; em latim: Dioecesis Patavina) é uma diocese latina da Igreja Católica no Vêneto, norte da Itália. Foi erigida no século III. A diocese era originalmente sufragânea do Patriarcado de Aquileia. Quando o Patriarcado foi suprimido permanentemente em 1752, tornou-se sufragânea da Arquidiocese de Udine. Em 1818, quando as dioceses do norte da Itália foram reorganizadas pelo Papa Pio VII, tornou-se sufragânea do Patriarcado de Veneza, e permanece assim até hoje.
O atual bispo é Claudio Cipolla. A sede do bispo de Pádua fica na Catedral-Basílica de Santa Maria Assunta. A diocese também contém a Basílica de Santo Antônio de Pádua e a Basílica de Santa Giustina.

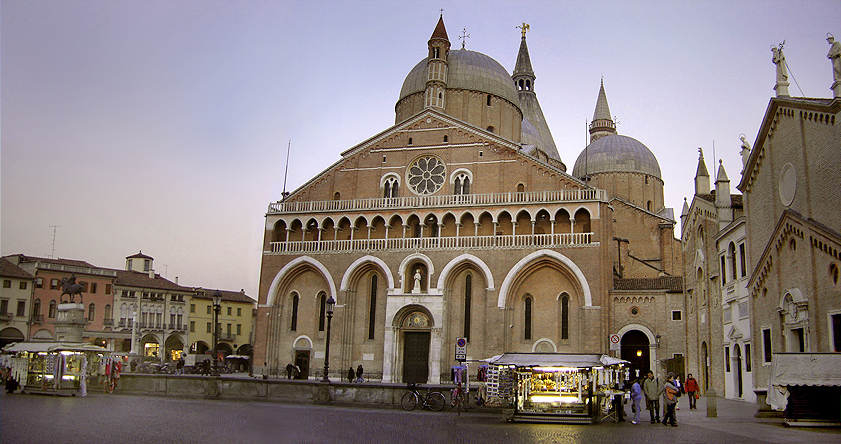
Vista frontal da Basílica de Santo Antônio de Pádua

## Território
A Diocese de Pádua cobre a maior parte da Província de Pádua, a partir de uma parte principal da planície mais alta. Também inclui áreas das províncias vizinhas de Vicenza (Thiene, Asiago e Planalto de Sette Comuni, Monte Grappa, sul de Valsugana), Veneza (Riviera del Brenta), Treviso (Valdobbiadene) e Belluno (Quero).

## Bispos
Diocese de Pádua, Itália.
Obs.: Os bispos ou datas marcados com # são citados apenas em SEEC.
- S. Prosdócimo ( - ca. 100?) (primeiro bispo)
- S. Máximo (139 - 166)? el. ( - ca. 190?) (segundo bispo)
- S. Fidêncio (terceiro bispo)
- Quarto-oitavo bispos:desconhecidos
- S. Siro ( - século III?) (nono bispo)
- décimo bispo: desconhecido
- S. Leolino (Leotino, Leonino, Leonio, Violino?) (232 - 244)? (décimo primeiro bispo)
- Crispino (ca. 347)? (décimo segundo bispo)
- décimo terceiro ao décimo sexto: desconhecidos
- S. Hilário ( - 346 (el. 368,378?)) (décimo sétimo bispo)
- Limpídio (c.370)#
- Virgílio (Vigulo) (ca.574)#
- Félix III 591 #
- Audácio 609 #
- Tricídio (620 -646? )
- Bergualdo (Berguabos) (647-660) #
- Vital (662) #
- Otão/Odão (673) #
- Absalão (678) #
- Riquinardo (693)#
- Gonsaldo (Gosoldo, Tosoldo) (708)#
- Diverso (Diverto, Diuto) (721)#
- Teodósio (730)#
- Rodingo (748)#
- Bodo (756)#
- José (765)#
- Rodo (Rosio) (780)#
- Liutardo (Liutaldo, Liutio) (793-820)#
- Domênico (827,828)#
- Aldegúsio (830)#
- Nitingo (Dotingo) (838-852)#
- Hercurado (Ercorado) (852-860,861)#
- Rósrio (Rorso) (ca.861-874)#
- Bilongo (871 ou 881# - 886)?
- Liotaldo (886 – 894 ou 895#)? el.
- Osvaldo  (895) #
- Pedro II (897 - 899)?
- Ebão (904)#
- Turringário (919)#
- Valto (Walayco)  (923)#
- Sibicão (912 - 924) ou #(911-917)#
- Pietro III. 931-938
- Ardemanno (940)
- Ildeverto (Ildedelberto,Adeberto) (942 - 964) ou (942-952)
- Zeno (964-967)
- Gauslino Transalgardi (964 - 978) ou (25/04/967-992?)
- Orso (992 - 997) ou (17/10/992-m. 5 de maio de 1013)
- Astolfo (1031)
- Burcardo (Brocardo)  (1034-)
- Arnoldo (1046-1048)
- beato Bernardo Maltraverso (1048 - 1059)
- Valtolfo (1060 - 1064)
- Olderico (1064 - 1080)
- Milão (1084 - 1095)
- Pedro (1096 - 1106)
- Sinibaldo (1106 - 1125)
- S.Bellino Bertaldo (1128 - 1147)
- Giovanni Cacio (1148 - 1165)
- Gerardo Offreducci da Marostica (1169 -)? el. (1165 - 1213)?
- Giordano (1214 - 1228)
- Giacomo Corrado (1229 - 1239)

- Sede vacante (1239 - 1251)

- Giovanni Forzatè (1251 - 1283)
- Princivalle (Percivalle) Conti (1285-1287)#
- Bernardo Platon (1287 - 1295)
- Giovanni Sabelli (1295 - 1299)
- Ottobono di Razzi (1299 - 1302) (transferido para Aquileia)
- Pagano della Torre (1302 - 1319)
- Ildebrandino Conti (1319 - 1352)
- Giovanni Orsini (1353 - 1359)
- Pietro Pileo da Prata (1359 - 1370) (cardeal, transferido para Ravena)
- Giovanni Piacentini (1370-1371) (cardeal em 1385)
- Elia Beaufort (1371 - 1373) m.1374
- Raimondo (1374 - 1386)
- Giovanni Anselmini (1388 - 1392)
- Hugo Roberti (7. Maio 1392 - 12. Abril 1396 ou 1398) (antes bispo de Adria; Patriarca Latino de Alexandria em 1402)
- Stefano da Carrara (1396 - 1405) (transferido de Nicosia; bispo de Pádua 1398-1406; de Nicosia de novo 1406-1412; de Teramo 1412-1427; de Tricarico 1427-1432 e finalmente arcebispo de Rossano 1432-1434. Faleceu em Roma 10 de julho de 1448).
- Albano Micheli (1406-1407) (transf. De Corfú)
- Pietro Marcello (1409-1423) (transf.p/ Ceneda=Vittorio Veneto;m.1428)
- Pietro Donato (1428-1447) (antes bispo de Castello; bispo número 100 de Pádua)
- Fantino Dandolo (1447-1459) (transf.p/Creta)
- Pietro Barbo (1459-1460)
- Jacopo Zeno (1460-1481)
  - Pietro Foscari (1481 - 1485) (Administrador Apostólico) (cardeal)
- cardeal Giovanni Micheli (1485-1487)
- Pietro Barozzi (1487-1507) (transf. p/ Belluno)
- Pietro Dandolo (1507-1509) (transf.p/ Vicenza)
- Sisto Gara della Rovere (1509 - 1517)
- Marco Cornaro (1517 - 1524)
- Francesco Pisani (1524 – 1555)
- Luigi Pisani (1555 – 1570)
- Nicolò Ormanetto (1570 - 1577)
- Federico Cornaro (1577 - 1590)
- Alvise Cornaro (1590-1594)
- Marco Cornaro (1557–1625) (1594-1625)
- Pietro Valier (1625 - 1629)
- Federico Baldissera Bartolomeo Cornaro (1629 - 1631)
- Marco Antonio Cornaro (1632-1636)
- Lucca Stella (1639-1642) (transf. p/Vicenza)
- Giorgio Cornaro (1642-1663)
- Gregorio Giovanni Gasparo Barbarigo (1664 – 1697)
- Giorgio Cornaro II (1697 - 1722)
- Giovanni Francesco Barbarigo (1723 - 1730) (transf. de Bréscia; cardeal)
- Giovanni Minotto Ottoboni (1730-1742)
- Carlo della Torre Rezzonico (Papa Clemente XIII) (1743 – 1758)
- cardeal Sante Veronese (1758 - 1767)
- cardeal Antonio Marino Priuli (1767 - 1772)
- Nicolò Antonio Giustiniani (1772 - 1796)
- Francesco Scipio Dondi Orologio (1807 - 1819)
- Modesto Farina (1821 - 1856)
- Federico de Marchesi Manfredini (1857 - 1882)
- Giuseppe Callegari (1882 – 1906)
- Luigi Pellizzo (1906 - 1923)
- Elia Dalla Costa (1923 – 1931)
- Carlo Agostini (1932 – 1949)
- Girolamo Bartolomeo Bortignon O.F.M. Cap. (1949 – 1982)
- Filippo Franceschi (1982 – 1988)
- Antonio Mattiazzo (5 de julho de 1989 - 18 de julho de 2015)
- Claudio Cipolla (18 de julho de 2015 à atualidade)